# حريق في العمق
حريق في العمق (بالإنجليزية: A Fire Upon the Deep)‏ هي رواية خيال علمي عام 1992 للكاتب الأمريكي فيرنور فينج Vernor Vinge. إنها أوبرا فضائية تتضمن ذكاء خارقين وكائنات فضائية وفيزياء متغيرة ومعارك فضائية وحب وخيانة وإبادة جماعية ووسيلة اتصال تشبه Usenet. فاز فيلم A Fire Upon the Deep بجائزة Hugo في عام 1993، حيث شاركها مع Doomsday Book من تأليف كوني ويليس (Connie Willis).
إلى جانب إصدارات الكتب المطبوعة العادية، تم تضمين الرواية أيضًا على قرص مضغوط بعته شركة ClariNet Communications جنبًا إلى جنب مع المرشحين الآخرين لجوائز Hugo لعام 1993. تضمنت نسخة القرص المضغوط العديد من التعليقات التوضيحية بواسطة Vinge على أفكاره ونواياه حول أجزاء مختلفة من الكتاب، وتم إصداره لاحقًا ككتاب إلكتروني مستقل (لم يعد متاحًا بعد الآن).

## الخلفية
تدور أحداث الرواية في مواقع مختلفة في مجرة درب التبانة. المجرة مقسمة إلى أربعة أحجام متحدة المركز تسمى «زونز اوف ثوت (Zones of Thought)». ليس من الواضح لشخصيات الرواية ما إذا كانت هذه ظاهرة طبيعية أم ظاهرة منتجة بشكل مصطنع، ولكن يبدو أنها تتوافق تقريبًا مع كثافة النجوم على نطاق المجرة، كما أن منطقة البيوند (Beyond) مذكورة في مجرة معمل النحات (Sculptor Galaxy)أيضًا. تعكس المناطق الاختلافات الأساسية في القوانين الفيزيائية الأساسية، وأحد النتائج الرئيسية هو تأثيرها على الذكاء البيولوجي والاصطناعي. يتأثر الذكاء الاصطناعي والأتمتة بشكل مباشر، حيث أن الأجهزة والبرامج المتقدمة من Beyond أوالترانس سيند (Transcend) ستعمل بشكل أقل وأقل جودة كلما «تنزل» السفينة نحو الانثينكينغ ديبثس (Unthinking Depths). ولكن حتى الذكاء البيولوجي يتأثر بدرجة أقل. يتم التحدث عن المناطق الأربع من حيث «منخفض» إلى «مرتفع» على النحو التالي:
- Unthinking Depths هي المنطقة الأعمق، المحيطة بنواة المجرة. داخلها، يمكن فقط الحد الأدنى من أشكال الذكاء، البيولوجية أو غير ذلك من الوجود. هذا يعني أن أي سفينة تبتعد عن الأعماق ستظل محاصرة بشكل دائم. حتى لو لم يمت الطاقم على الفور - ومن المحتمل أن تفعل بعض أشكال الحياة الأصلية في المناطق «الأعلى» ذلك - فسيصبحون غير قادرين حتى على الذكاء البشري، مما يجعلهم غير قادرين على تشغيل سفينتهم بأي طريقة ذات معنى.
- تحيط الأعماق بال سلو زون (Slow Zone). تقع الأرض (المسماة «الأرض القديمة») في هذه المنطقة، ويقال إن البشرية نشأت هناك، على الرغم من أن الأرض لا تلعب دورًا مهمًا في القصة. الذكاء البيولوجي ممكن في «سلونس (Slowness)»، لكنه ليس صحيحًا، واعيًا، وذكاءً اصطناعيًا. التشغيل الآلي ليس ذكي بما يكفي لحساب القفزات المطلوبة لسفر اسرع من الضوء في Slow Zone، ولكنهم قد ينجون من خلال إجراء قفزة عكسية فورية إلى المكان الذي وصلوا منه إذا تم اكتشاف Slowness ، وتراقب أنظمة الملاحة ذلك وتخزن المعلومات المطلوبة للعودة إلى نقطة البداية أثناء كل قفزة. جميع السفن التي تجد نفسها في Slow Zone مقيدة بسرعات الضوء الفرعي إذا كان من المستحيل القفز العكسي الفوري للخارج.
- من المستحيل إجراء اتصال أسرع من الضوء داخل أو خارج Slow Zone. نظرًا لأن حدود المناطق غير معروفة وقابلة للتغيير، فإن الدخول العرضي إلى المنطقة البطيئة يعد خطرًا ملاحيًا رئيسيًا بين النجوم في «الجزء السفلي» من منطقة البيوند (Beyond). غالبًا ما تحتوي السفن الفضائية التي تعمل بالقرب من حدود منطقة البيوند (Beyond) / Slow Zone على محرك نفاث إضافي من طراز Bussard ، بحيث إذا انحرفت عن طريق الخطأ إلى Slow Zone (وبالتالي تعطيل أي محرك FTL)، فسيكون لديها على الأقل محرك أقراص احتياطي (ضوء ثانوي) لدفعهم مرة أخرى «لأعلى» إلى Beyond. تميل هذه السفن أيضًا إلى تضمين معدات «الحياة المعلقة»، حيث من المحتمل أن أي عودة من هذا القبيل ستستغرق العديد من الأعمار الذاتية لمعظم الأنواع. الطبقة الخارجية التالية هي Beyond ، والتي يمكن من خلالها الذكاء الاصطناعي والسفر بسرعة تفوق سرعة الضوء والتواصل الأسرع من الضوء. توجد عدد قليل من الحضارات البشرية في Beyond ، وجميعهم ينحدرون من مجموعة عرقية نرويجية واحدة تمكنت من السفر من الطبقة الخارجية التالية هي Beyond ، والتي يمكن من خلالها الذكاء الاصطناعي والسفر بسرعة تفوق سرعة الضوء والتواصل الأسرع من الضوء. توجد عدد قليل من الحضارات البشرية في Beyond ، وجميعهم ينحدرون من مجموعة عرقية نرويجية واحدة تمكنت من السفر من Slow Zone إلى Beyond (على الأرجح بسرعات منخفضة للضوء) وانتشرت بعد ذلك باستخدام سفر FTL. تُعرف المستوطنة الأصلية لهذه المجموعة باسم Nyjora ؛ تشمل المستوطنات البشرية الأخرى في Beyond Straumli Realm و Sjandra Kei. في Beyond, يتم إنجاز سفر FTL من خلال القيام بالعديد من «القفزات» الصغيرة عبر الفضاء المتداخل، وتزيد كفاءة محرك الأقراص كلما ابتعدت السفينة عن قلب المجرة. يعكس هذا زيادة في كل من كفاءة القيادة والقدرة المتزايدة لأتمتة السفينة أثناء تحرك المرء للخارج، مما يتيح حساب القفزات الطويلة. إن منطقة Beyond ليست منطقة متجانسة - فهناك العديد من الإشارات، على سبيل المثال، إلى «هاير اوف ذا بيوند (High Beyond)» أو «بوتم اوف ذا بيوند (Bottom of the Beyond)»، اعتمادًا على المسافة إلى قلب المجرة. يبدو أن هذه المصطلحات تشير إلى الاختلافات في المنطقة نفسها، وليس فقط المسافة النسبية من القلب، ولكن لا توجد حدود منطقة واضحة داخل Beyond الطريق هناك بين Slow Zone و Beyond ، أو بين Beyond و Transcend. في حين أن السفينة التي تعبر من Beyond إلى Slow Zone أو العكس ستشهد تغييرًا جذريًا في قدراتها، فإن السفينة في Beyond التي تتحرك بعيدًا عن القلب ستشهد زيادة تدريجية في الكفاءة (بافتراض أن لديها التكنولوجيا اللازمة لصنعها). استخدامه) حتى تحول رئيسي آخر عند الحدود إلى Transcend. يسكن " Beyond " عدد كبير جدًا من الحضارات بين النجوم وبين المجرات [4] والتي ترتبط بشبكة اتصالات أسرع من الضوء، «الشبكة»، والتي يطلق عليها أحيانًا بشكل ساخر «شبكة المليون كذبة». تتواصل الشبكة مع Transcend ، إذا كانت إحدى «القوى» التي تعيش هناك تتواصل، ولكن ليس لها صلات بال Slow Zone ، حيث أن اتصال FTL مستحيل داخل تلك المنطقة أو خارجها. في الرواية، تم تصوير الشبكة على أنها تعمل مثل شبكة Usenet في أوائل التسعينيات، مع نسخ من الرسائل التي تحتوي على معلومات رأس وتذييل كما يمكن للمرء أن يجدها في مثل هذه المنتديات.
- الطبقة الخارجية، التي تحتوي على هالة المجرة، هي Transcend ، والتي تسكن فيها كائنات فائقة الذكاء وغير مفهومة. عندما تصل حضارة «بيوندر (Beyonder)» إلى نقطة التفرد التكنولوجي، يقال إنها " Transcend "، لتصبح «قوة». يبدو أن هذه القوى دائمًا ما تنتقل إلى Transcend ، على ما يبدو بالضرورة، حيث تنخرط في شؤون تظل غامضة تمامًا لأولئك الذين بقوا في منطقة Beyond.

## الحبكة
رحلة استكشافية من Straumli Realm ، شابة بشرية طموحة ومتحضرة في منطقة Beyond العليا، تحقق في أرشيف بيانات عمره خمسة مليارات عام في منطقة Transcend المنخفضة التي توفر إمكانية ثروات لا يمكن تصورها. تم اختراق منشأة البعثة، High Lab ، بشكل تدريجي من خلال الذكاء الخارق الخامل داخل الأرشيف الذي عُرف فيما بعد باسم بليت (Blight). ومع ذلك، قبل فترة وجيزة من «ازدهار» Blight ، تم إنشاء كيانين مدركين للذات على نحو مشابه لمؤامرة Blight لمساعدة البشر قبل أن يتمكن Blight من الهروب.
وإدراكًا لخطر ما أيقظوه، حاول الباحثون في هاي لاب (High Lab) الهروب في سفينتين، إحداهما تحمل جميع البالغين والثانية تحمل جميع الأطفال في «صناديق للحياة المعلقة». مريبًا، تكتشف Blight أن السفينة الأولى تحتوي على جهاز تخزين بيانات في بيان الحمولة الخاص بها؛ على افتراض أنها تحتوي على معلومات يمكن أن تضر بها، فإن Blight تدمر السفينة. والسفينة الثانية تهرب. تفترض The Blight أنها لا تشكل تهديدًا، لكنها أدركت لاحقًا أنها تحمل في الواقع «إجراءً مضادًا» ضدها.
تهبط السفينة على كوكب بعيد مع حضارة على مستوى القرون الوسطى من مخلوقات شبيهة بالكلاب، يطلق عليها اسم «تاينز (Tines)»، تعيش في مجموعات كعقول جماعية. ومع ذلك، عند الهبوط، تعرض الشخصان البالغان الباقيان لكمين وقتلهما متعصبو Tine المعروفون باسم فلينسيريستس Flenserists ، الذين هبطوا في عالمهم. قبض Flenserists على صبي صغير اسمه جيفري اولسندوت (Jefri Olsndot) وشقيقته الجريحة جوانا Johanna. بينما يتم نقل جيفري إلى منطقة أعمق في منطقة Flenserist ، يتم إنقاذ جوانا على يد أحد حجاج Tine الذين شهدوا الكمين وقام بتسليمها إلى مملكة مجاورة يحكمها Tine تدعى Woodcarver. أخبرت عائلة فلنسر جيفري أن جوانا قُتلت على يد وودكارفر (Woodcarver) واستغلته من أجل تطوير تكنولوجيا متقدمة (مثل المدفع والاتصالات اللاسلكية)، بينما تساعد جوانا والمعرفة المخزنة في جهاز «مجموعة البيانات» الخاص بها وودكارفر على التطور السريع بدورها.
تصل إشارة استغاثة من السفينة النائمة في النهاية إلى "Relay"، وهي عقدة رئيسية في شبكة اتصالات المجرة. هناك كيان حميد متسام يُدعى «الأولد ون) the Old One (» يتصل بـ Relay ، ويسعى للحصول على معلومات حول Blight والبشر الذين أطلقوها، ويعيد تكوين رجل بشري اسمه Pham Nuwen من حطام قديم ليعمل كوكيله، مستخدمًا شكوكه في ذاكرته. الصدق في ثنيه على إرادة العجوز. رافنا بيرجسندوت Ravna Bergsndot ، الموظف البشري الوحيد في شركة Relay ، يتتبع إشارة السفينة النائمة إلى عالم Tines ويقنع صاحب العمل بالتحقيق فيما أخذته السفينة البشرية من High Lab ، والتعاقد مع السفينة التجارية Out of Band II ، المملوكة من قبل اثنين من المصانع الواعية Skroderiders ، Blueshell و Greenstalk لنقلهم.
قبل بدء المهمة، تهاجم ال Blight Relay وتقتل Old One في نفس الوقت. عندما يموت Old One ، يقوم بتنزيل المعلومات التي يمكنه إدخالها إلى Pham لهزيمة Blight ، وبالكاد يفلت Pham و Ravna و Skroderiders من تدمير Relay في سفينة اوت اوف باند 2 (Out of Band II).
تتوسع The Blight ، وتسيطر على الأجناس و «تعيد كتابة» شعوبها لتصبح عملاء لها، وتقتل العديد من القوى الأخرى، وتستولي على أرشيفات أخرى في Beyond ، بحثًا عن ما تم الاستيلاء عليه. إنها تدرك أخيرًا أين يكمن الخطر حقًا وترسل أسطولًا تم تجميعه على نحو مستعجل في السعي وراء Out of Band II.
وصل البشر إلى عالم Tines وقد تحالفوا مع Woodcarver لهزيمة Flenserists. يبدأ فام (Pham) الإجراء المضاد، الذي يوسع Slow Zone بآلاف السنين الضوئية، ويغلف Blight على حساب تدمير الآلاف من الحضارات غير المتورطة وتسبب تريليونات من الوفيات. تقطعت السبل بالبشر في عالم Tines ، الآن في أعماق " Slow Zone ". إن تفعيل الإجراء المضاد يكلف Pham حياته، ولكن قبل وفاة Pham مباشرة، أدرك أنه على الرغم من أن جسده عبارة عن إعادة بناء، إلا أن ذكرياته حقيقية. يتوسع Vinge في قصة خلفية Pham في كتابه عمق في السماء (A Deepness in the Sky).

## المخلوقات الذكية

### ابراهانتي (Aprahanti)
جنس من أشباه البشر بأجنحة ملونة شبيهة بالفراشات يحاولون استخدام الفوضى التي أحدثتها Blight لاستعادة هيمنتهم المتضائلة. على الرغم من مظهرها الجذاب والحساس، فإن Aprahanti هي من الأنواع المخيفة للغاية والشرسة.

### بليت (Blight)
كيان فائق الذكاء قديم خبيث يسعى جاهداً للتوسع باستمرار ويمكنه بسهولة التعامل مع الإلكترونيات وحتى الكائنات العضوية.

### ديروكيميس (Dirokimes)
جنس أقدم كان يسكن في الأصل Sjandra Kei قبل وصول البشرية.

### البشر
جميع البشر في الرواية (باستثناء فام Pham) ينحدرون من سلالة نيجوران. أسلافهم كانوا عمال مناجم كويكبات "Tuvo-Norsk" من النظام الشمسي للأرض القديمة، والذي يُشار إليه على أنه على الجانب الآخر من المجرة في Slow Zone. (تبدو Nyjora مشابهة لـ "New Earth" النرويجية الجديدة). واحدة من المساكن البشرية الرئيسية هي Sjandra Kei ، وهي ثلاثة أنظمة تضم ما يقرب من 28 مليار فرد. لغتهم الرئيسية هي سامنوركس Samnorsk ، المصطلح النرويجي للتوحيد الافتراضي لأشكال Bokmål و Nynorsk للغة. (يشير Vinge في تفاني الكتاب إلى أن العديد من الأفكار الرئيسية فيه جاءت إليه أثناء حضوره مؤتمرًا في ترومسو، النرويج).

### سكرودز (Skroders)/ رايدرز (Riders) / سكروديرايدرز (Skroderiders)
سلالة من الكائنات الشبيهة بالنباتات ذات السعف التي تستخدم للتعبير. لا يمتلك الدراجون سعة أصلية للذاكرة قصيرة المدى. قبل خمسة مليارات سنة، أعطى أحدهم الأنواع الميكانيكية ذات العجلات ("skrodes") للتنقل وتوفير ذاكرة قصيرة المدى. تم الكشف لاحقًا أن «المتبرع» كان Blight ، وأنه قادر على إفساد وتشغيل الفرسان عن بعد من خلال skrodes.

### تانيز (Tines)
سباق كلاب، كل «شخص» يتكون من عقل جماعي من 4-8 أعضاء، الذين يتواصلون باستخدام موجات فوق صوتية قصيرة المدى للغاية من أعضاء تشبه الطبلة تسمى «تمبانا». يمكن لكل «روح» البقاء على قيد الحياة والتطور من خلال إضافة أعضاء ليحلوا محل أولئك الذين يموتون، على الأرجح لمئات السنين، كما يفعل وودكارفر (Woodcarver).

### كالير (Kalir)
سلالة من أشباه البشر من الحشرات التي تشكل أحد «أعراق الأغلبية» في منظمة Vrinimi.

## الأعمال ذات الصلة
استخدم Vinge لأول مرة مفاهيم «زونز اوف ثوت (Zones of Thought)» في رواية 1988 The Blabber ، والتي تحدث بعد الحريق. رواية Vinge A Deepness in the Sky (1999) هي مقدمة لفيلم A Fire Upon the Deep الذي تم تعيينه قبل 20000 عام ويضم فام نووين (Pham Nuwen). تم إصدار Vinge's The Children of the Sky ، «تكملة قريبة المدى لـ A Fire Upon the Deep»، بعد عشر سنوات، في أكتوبر 2011.
كما كتبت زوجة Vinge السابقة، جوان دي فينج (Joan D. Vinge)، قصصًا في عالم زونز اوف ثوت (Zones of Thought)، بناءً على ملاحظاته. وتشمل هذه «المنبوذين من حزام السماء (The Outcasts of Heaven Belt)»، «التراث (Legacy)»، و (اعتبارًا من عام 2008) رواية مخططة تصور فام نووين (Pham Nuwen) 
.

## العنوان
كان عنوان Vinge الأصلي للرواية «بين التانيز (Among the Tines)»؛ تم اقتراح عنوانه النهائي من قبل محرريه 
.

## الجوائز والترشيحات
شاركت A Fire Upon the Deep في جائزة Hugo لعام 1993 لأفضل رواية مع Doomsday Book. تم ترشيح الكتاب لجائزة نيبولا لعام 1992 لأفضل رواية ، وجائزة جون دبليو كامبل التذكارية لعام 1993 لأفضل رواية خيال علمي، وجائزة لوكس لعام 1993 لأفضل رواية خيال علمي.

## ردود فعل النقاد
كتب جو والتون (Jo Walton): «أي فكرة من الأفكار في كتاب A Fire Upon the Deep كانت ستبقي كاتبًا عاديًا على قيد الحياة لسنوات. بالنسبة لي، إنه الكتاب الذي يفعل كل شيء بشكل صحيح، ومثال لما يفعله الخيال العلمي عندما يعمل. ... لا يزال فيلم A Fire Upon the Deep هو المفضل وممتعًا لإعادة القراءة، والاستيعاب حتى عندما أعرف بالضبط ما سيحدث».

## الروابط الخارجية
- A Fire Upon the Deep title listing at the Internet Speculative Fiction Database
- A Fire Upon the Deep at المكتبة المفتوحة
- A Fire Upon the Deep at Worlds Without End